# Andreas de Voys
Andreas de Voys (* 5. April 1886 in Koblenz; † 30. Januar 1973) war ein deutscher Jurist und Bürgermeister der Stadt Paderborn.

## Leben
De Voys studierte Rechts- und Staatswissenschaften und schloss das Referendarexamen 1910 in Köln und das Assessorexamen 1916 in Berlin ab. Er war Mitglied der katholischen Studentenverbindungen KDStV Ripuaria Freiburg im Breisgau (seit 1906), KDStV Bavaria Bonn, KDStV Salia (Breslau) Köln und KDStV Guestfalo-Silesia Paderborn im CV. Nach dem Ersten Weltkrieg wurde er Richter am Amtsgericht Koblenz und ging dann zur Stadtverwaltung Niederlahnstein. Am 1. Mai 1919 wurde er kommissarischer Bürgermeister von Oberlahnstein. Am 1. Juni 1920 wurde er Beigeordneter in Homburg/Niederrhein. Im September 1926 wurde er in Paderborn zum Bürgermeister gewählt. 1933 bis 1937 war er Oberbürgermeister von Paderborn. 
1946 gab er beim Entnazifizierungsverfahren seine Tätigkeit von 1931 bis 1945 mit „Beigeordneter“, nur für 1936 mit „Bürgermeister“ an. Nach eigenen Angaben war er zuerst Mitglied im Zentrum, 1934 trat er der SA und 1937 der NSDAP bei. 
In Paderborn war er seit 1926 Mitglied im Schützenverein, seit 1927 im Musikverein, seit 1928 in der Harmonie-Gesellschaft und seit 1929 im Verkehrsverein.